# Kostel svatého Martina (Dolní Skorošice)
Kostel svatého Martina se nachází v obci Dolní Skorošice v okrese Jeseník. Je spravován Římskokatolickou farností Skorošice děkanát Jeseník ostravsko-opavské diecéze. Kostel byl zapsán do seznamu kulturních památek ČR před rokem 1988.

## Historie
Kostel ve Skorošicích je doložen na počátku 14. století. V roce 1833 (25. listopadu) kostel s farou vyhořel. Stavba nového kostela byla zahájena po požáru v roce 1841 a dokončena v roce 1844. Stavbu provedl stavitel Franz Gröger. Výmalbu stropu provedl vidnavský malíř Alois Bauch v roce 1923. Opravy kostela byly prováděny v letech 1971–1974 a v 2015.

## Popis
Kostel je pozdní empírová orientovaná jednolodní zděná stavba. Obdélná loď je ukončena odsazeným půlkruhovým kněžištěm s přiléhajícím věncem sakristie. Západní průčelí člení dvojice toskánských pilastrů, které nesou kladí a trojúhelníkovým tympanonem. V ose průčelí je prolomen pravoúhlý vchod zasazen do mělké edikuly, kterou tvoří dva pilastry nesoucí kladí a profilovanou římsou. V levém pilastru je vsazena deska s nápisem: Geweiht den 13. october 1844 na pravém Grunstein gelagt 1842. Nad vchodem je kulaté okno. Nad průčelím vybíhá vsazená hranolová věž, která je v patře zdobená nárožními pilastry, okna má zakončena půlkulatým záklenkem. Pod okny je kulatý ciferník věžních hodin. Boční fasády mají půlkruhová okna. Loď má sedlovou střechu, věž jehlanovou. Loď je členěna sloupy s pilastry, je zaklenutá třemi poli pruské klenby, kněžiště má konchu. Zděná kruchta s konkávně zvlněnou přední stěnou je nesená dvěma sloupy. Pod kruchtou se vchází do kostela.

## Socha Panny Marie Immaculaty
V souboru seznamu kulturní památky je rokoková socha Panny Marie Immaculaty, která stojí před kostelem svatého Martina. Socha podle datace chronogramem vznikla v roce 1778. 
Trojdílný žulový hranolový podstavec stojí na dvou stupních. Podstavec je zdoben stlačenou volutou ukončenou vázou (zadní rohy). Na přední straně je rokajová kartuš s nápisem. Na zeměkouli v kontrapostu pravé nohy stojí Panna Marie. Šaty, které má oděny, jsou  bohatě řasené. Ruce má překřížené na prsou, v levé ruce drží lilii, hlavu má nakloněnou k levé straně.

## Okolí
Před kostelem se nachází starý hřbitov na kterém se dochovaly náhrobky vytvořené sochařem Josefem Obethem a Engelbertem Kapsem a mramorové sousoší Kalvárie od Bernarda Kutzera. U cesty vedoucí ke kostelu se nachází socha svatého Jana Nepomuckého.

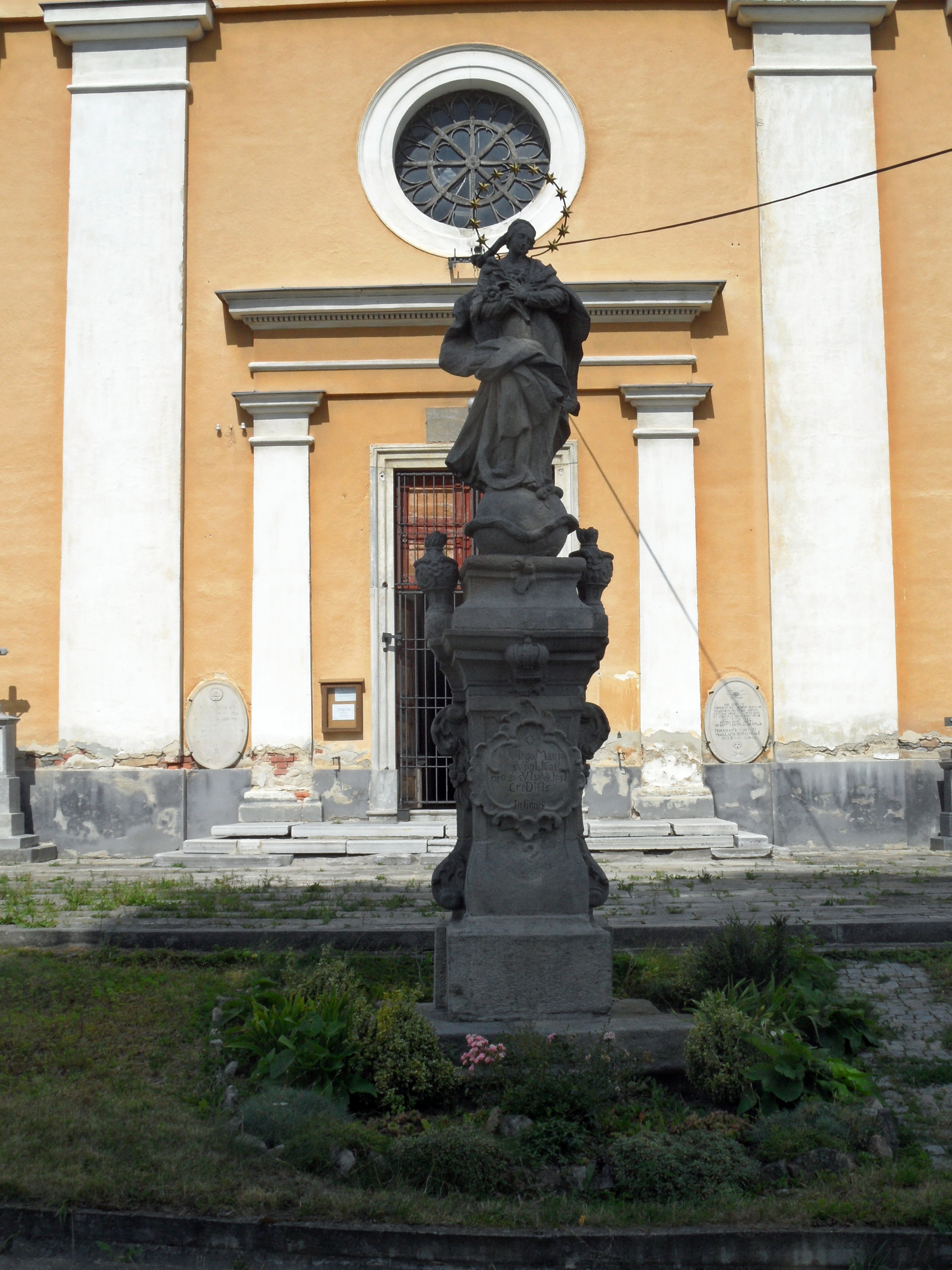
Panna Marie Immaculata
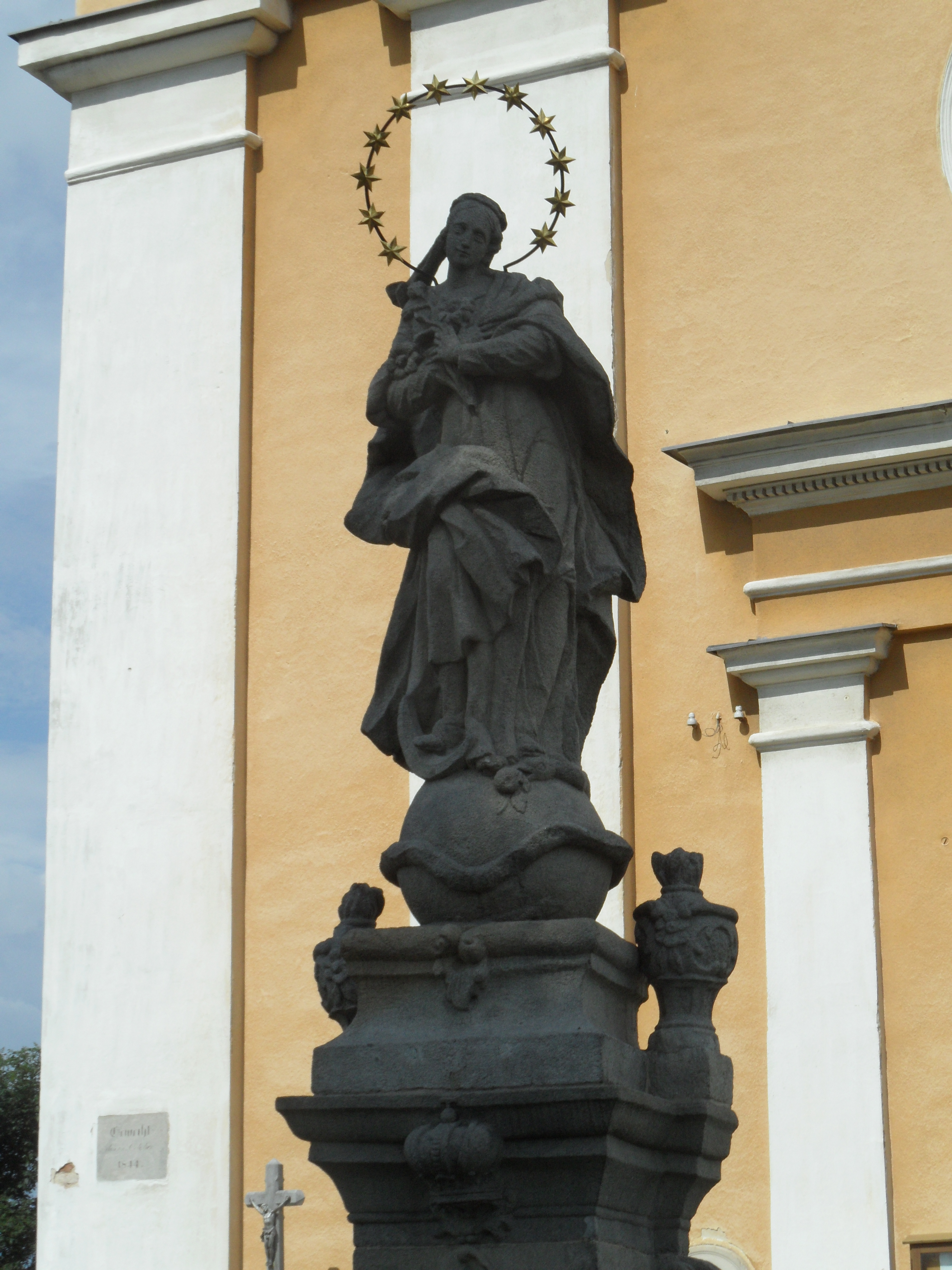
Panna Maria Immaculata
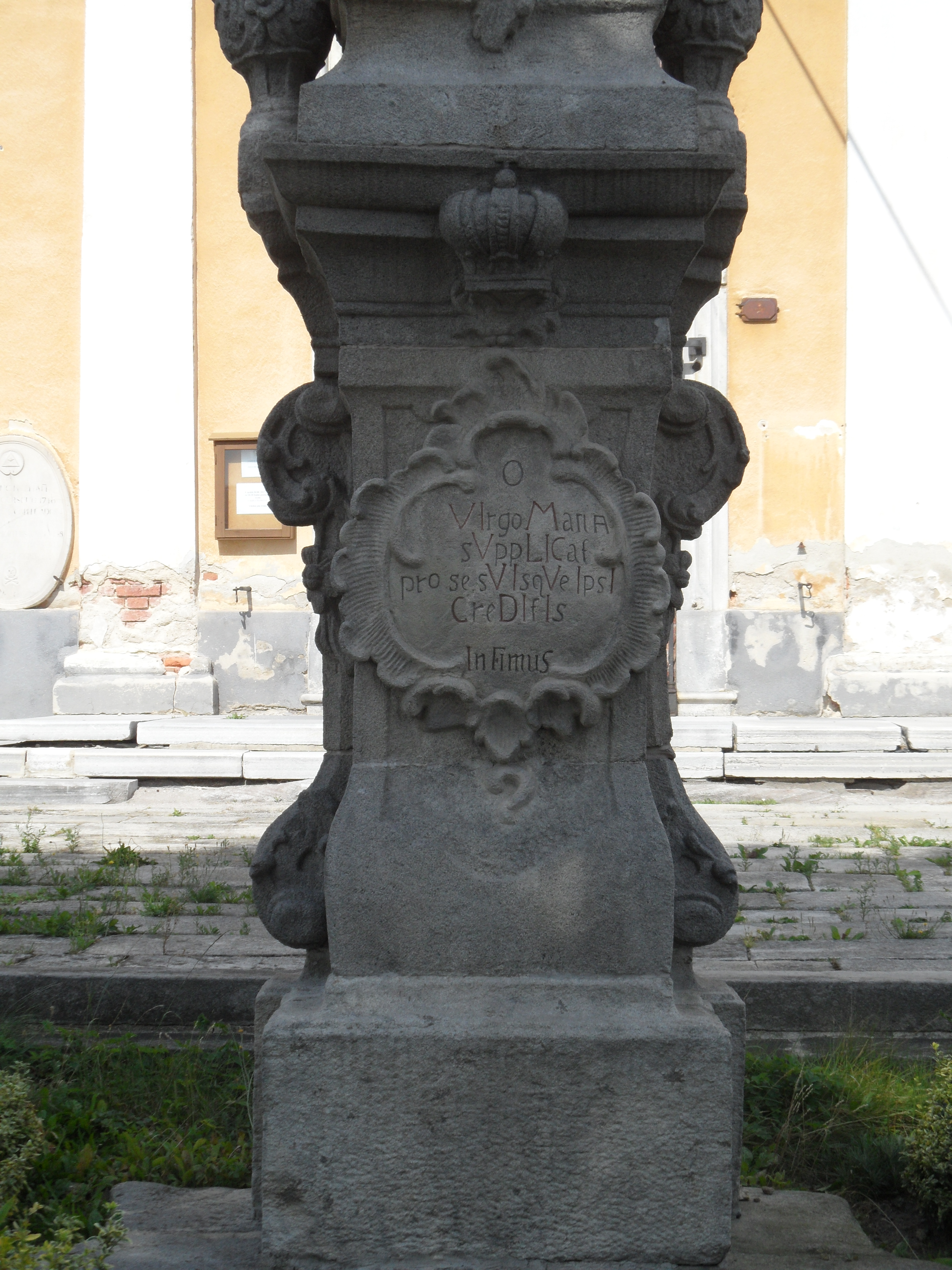
Kartuš s nápisem
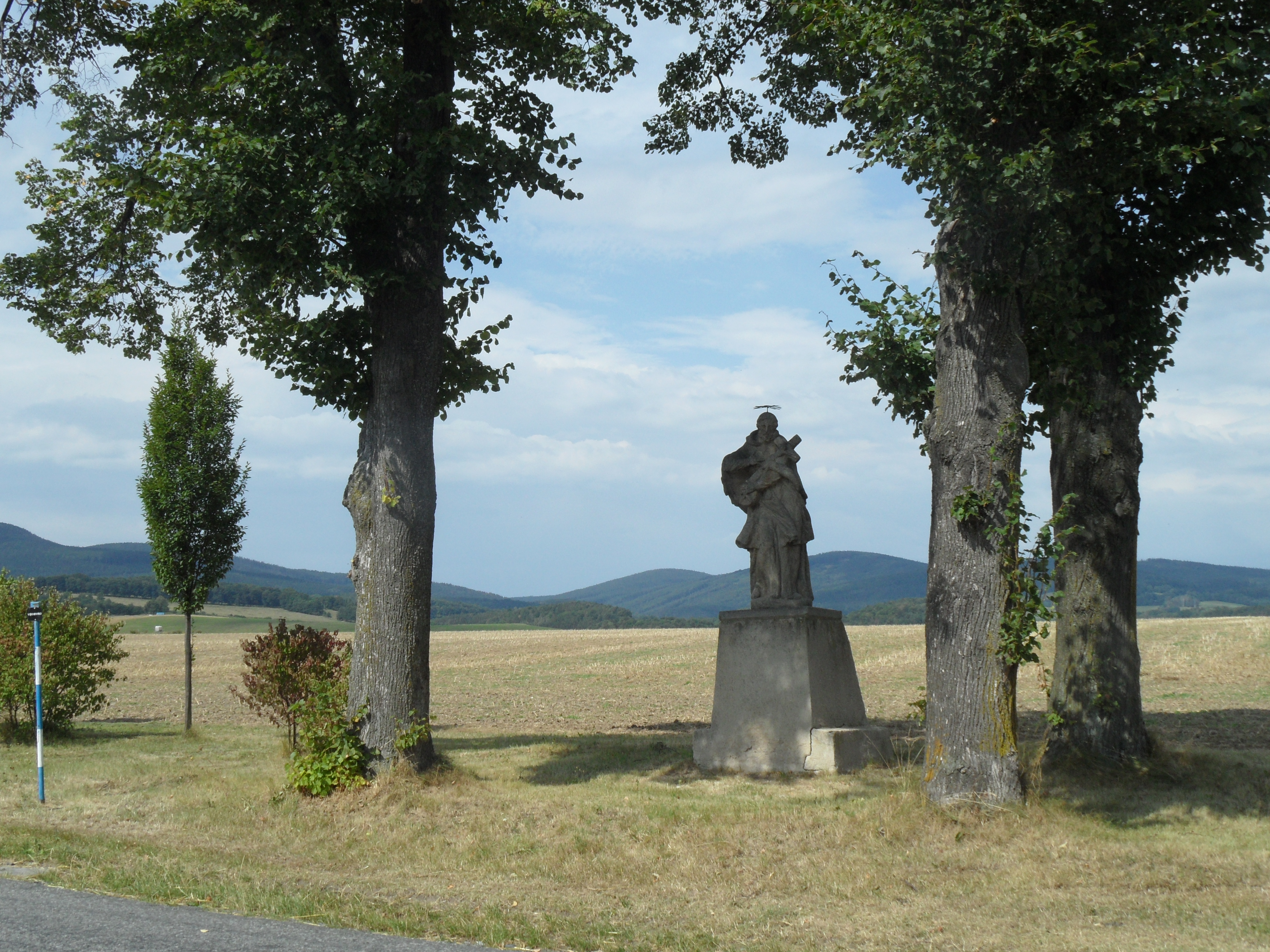
Socha svatého Jana Nepomuckého
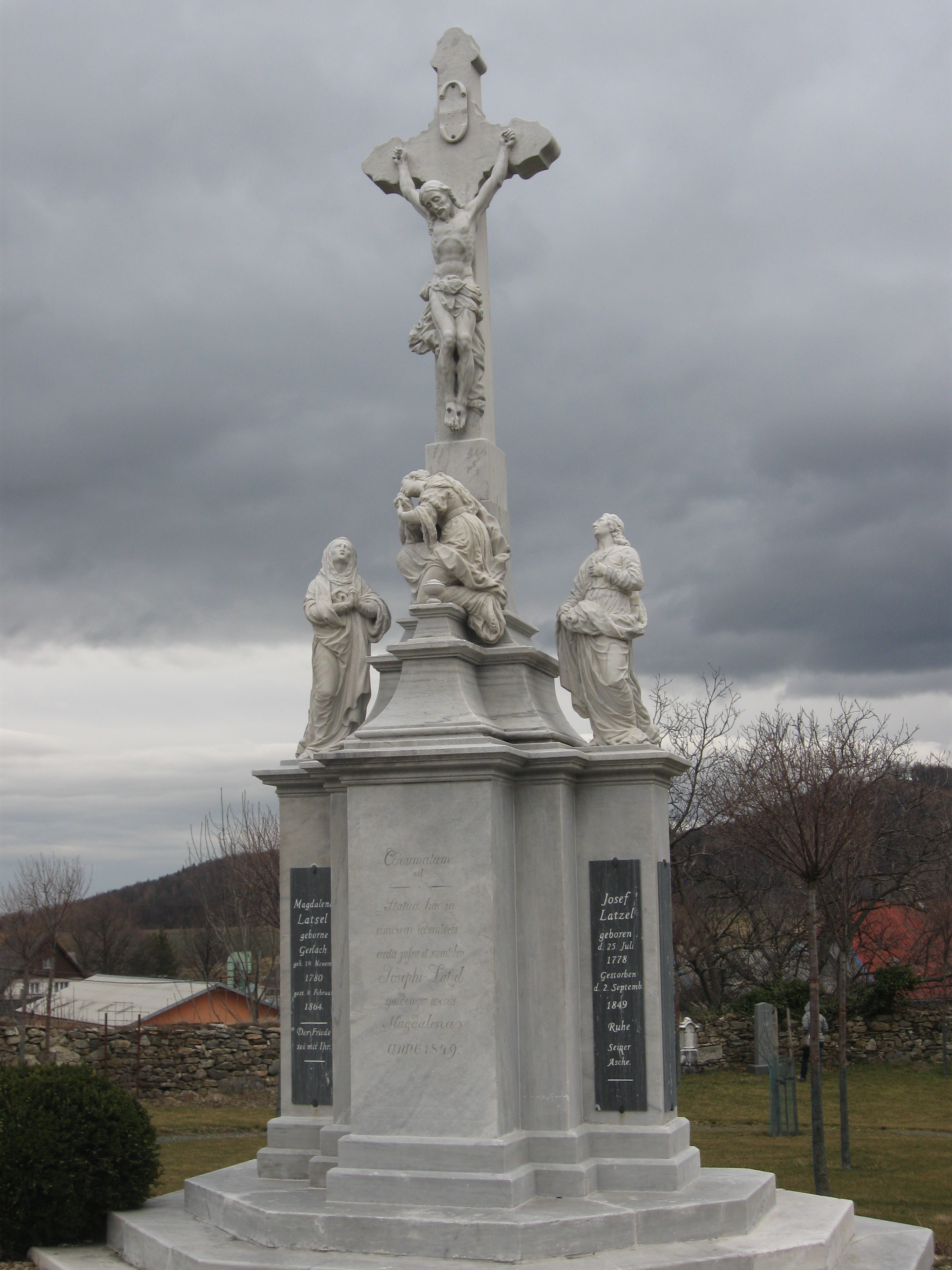
Kalvárie